# Shorland
Shorland is het eerste album van de Nederlandse band Moke. Het album is uitgebracht op 30 maart 2007. De eerste single van het album is Last Chance, uitgebracht op 15 maart 2007. Shorland is vernoemd naar de gelijknamige pantserwagens die te zien zijn in Belfast.
Politiek speelt een belangrijke rol in de teksten van het album. Zanger Felix Maginn groeide namelijk op in Belfast en kwam vaak in aanraking met de situatie in Noord-Ierland.
Op 16 mei 2008 verscheen een Limited Festival Edition van Shorland in een speciale uitgave met een tweede bonusdisc. Hierop stonden vooral live-versies van nummers op Shorland, B-kanten, remixes en video's alsook de single Heart Without A Home, die de titelsong van de film TBS is.

## Tracks
1. "This Plan" – 3:04
2. "Last Chance" – 3:25
3. "Emigration Song" – 5:00
4. "Here Comes the Summer" – 3:18
5. "Rule the World" – 3:55
6. "The Long Way" – 3:31
7. "We'll Dance" – 2:54
8. "Only One I Had" – 2:52
9. "The Song That You Sing" – 2:22
10. "Bygone" – 4:15

### Limited Festival Edition disc 2
1. This Plan (Live At Paradiso)
2. Bygone (Live At Paradiso)
3. Last Chance (Live At Paradiso)
4. Cupar Street Riot (Live At Paradiso)
5. The Song That You Sing (Live At Paradiso)
6. Here Comes The Summer (Live At Paradiso)
7. Cupar Street Riot
8. Heart Without A Home
9. We'll Dance (We'Ll Dance Remix - Vs Don Diablo)
10. Last Chance (Video)
11. Here Comes The Summer (Video)
12. Heart Without A Home (Video)
13. This Plan, NOS Rehearsals (Video)
14. Here Comes The Summer, NOS Rehearsals (Video)
15. Last Chance, NOS Rehearsals (Video)
16. This Plan, Rockpalast (Video)
17. Heart Without A Home, Rockpalast (Video)
18. We'll Dance, Rockpalast (Video)

## Hitnotering
| Shorland in de Nederlandse Album Top 100 - binnen: 7 april 2007 | Shorland in de Nederlandse Album Top 100 - binnen: 7 april 2007 | Shorland in de Nederlandse Album Top 100 - binnen: 7 april 2007 | Shorland in de Nederlandse Album Top 100 - binnen: 7 april 2007 | Shorland in de Nederlandse Album Top 100 - binnen: 7 april 2007 | Shorland in de Nederlandse Album Top 100 - binnen: 7 april 2007 | Shorland in de Nederlandse Album Top 100 - binnen: 7 april 2007 | Shorland in de Nederlandse Album Top 100 - binnen: 7 april 2007 | Shorland in de Nederlandse Album Top 100 - binnen: 7 april 2007 | Shorland in de Nederlandse Album Top 100 - binnen: 7 april 2007 | Shorland in de Nederlandse Album Top 100 - binnen: 7 april 2007 | Shorland in de Nederlandse Album Top 100 - binnen: 7 april 2007 | Shorland in de Nederlandse Album Top 100 - binnen: 7 april 2007 | Shorland in de Nederlandse Album Top 100 - binnen: 7 april 2007 | Shorland in de Nederlandse Album Top 100 - binnen: 7 april 2007 | Shorland in de Nederlandse Album Top 100 - binnen: 7 april 2007 | Shorland in de Nederlandse Album Top 100 - binnen: 7 april 2007 | Shorland in de Nederlandse Album Top 100 - binnen: 7 april 2007 | Shorland in de Nederlandse Album Top 100 - binnen: 7 april 2007 | Shorland in de Nederlandse Album Top 100 - binnen: 7 april 2007 | Shorland in de Nederlandse Album Top 100 - binnen: 7 april 2007 | Shorland in de Nederlandse Album Top 100 - binnen: 7 april 2007 | Shorland in de Nederlandse Album Top 100 - binnen: 7 april 2007 | Shorland in de Nederlandse Album Top 100 - binnen: 7 april 2007 | Shorland in de Nederlandse Album Top 100 - binnen: 7 april 2007 | Shorland in de Nederlandse Album Top 100 - binnen: 7 april 2007 |
| Week                                                            | 01                                                              | 02                                                              | 03                                                              | 04                                                              | 05                                                              | 06                                                              | 07                                                              | 08                                                              | 09                                                              | 10                                                              |                                                                 | 11                                                              | 12                                                              |                                                                 | 13                                                              | 14                                                              | 15                                                              | 16                                                              | 17                                                              | 18                                                              | 19                                                              | 20                                                              | 21                                                              | 22                                                              | 23                                                              |
| --------------------------------------------------------------- | --------------------------------------------------------------- | --------------------------------------------------------------- | --------------------------------------------------------------- | --------------------------------------------------------------- | --------------------------------------------------------------- | --------------------------------------------------------------- | --------------------------------------------------------------- | --------------------------------------------------------------- | --------------------------------------------------------------- | --------------------------------------------------------------- | --------------------------------------------------------------- | --------------------------------------------------------------- | --------------------------------------------------------------- | --------------------------------------------------------------- | --------------------------------------------------------------- | --------------------------------------------------------------- | --------------------------------------------------------------- | --------------------------------------------------------------- | --------------------------------------------------------------- | --------------------------------------------------------------- | --------------------------------------------------------------- | --------------------------------------------------------------- | --------------------------------------------------------------- | --------------------------------------------------------------- | --------------------------------------------------------------- |
| Nummer                                                          | 26                                                              | 34                                                              | 48                                                              | 47                                                              | 52                                                              | 46                                                              | 41                                                              | 72                                                              | 55                                                              | 62                                                              | uit                                                             | 89                                                              | 75                                                              | uit                                                             | 68                                                              | 67                                                              | 36                                                              | 55                                                              | 53                                                              | 50                                                              | 44                                                              | 84                                                              | 47                                                              | 97                                                              | 74                                                              |
| Week                                                            |                                                                 | 24                                                              | 25                                                              | 26                                                              |                                                                 | 27                                                              | 28                                                              | 29                                                              | 30                                                              | 31                                                              | 32                                                              | 33                                                              | 34                                                              | 35                                                              | 36                                                              | 37                                                              | 38                                                              | 39                                                              | 40                                                              | 41                                                              | 42                                                              | 43                                                              |                                                                 | 44                                                              | 45                                                              |
| Nummer                                                          | uit                                                             | 52                                                              | 68                                                              | 75                                                              | uit                                                             | 67                                                              | 44                                                              | 53                                                              | 59                                                              | 50                                                              | 40                                                              | 55                                                              | 47                                                              | 52                                                              | 32                                                              | 45                                                              | 67                                                              | 70                                                              | 79                                                              | 47                                                              | 69                                                              | 91                                                              | uit                                                             | 76                                                              | 75                                                              |
| Week                                                            |                                                                 | 46                                                              | 47                                                              | 48                                                              | 49                                                              | 50                                                              | 51                                                              | 52                                                              | 53                                                              | 54                                                              | 55                                                              | 56                                                              | 57                                                              | 58                                                              | 59                                                              | 60                                                              | 61                                                              | 62                                                              |                                                                 | 63                                                              |                                                                 | 64                                                              |                                                                 | 65                                                              |                                                                 |
| Nummer                                                          | uit                                                             | 60                                                              | 82                                                              | 73                                                              | 13                                                              | 21                                                              | 21                                                              | 25                                                              | 25                                                              | 56                                                              | 34                                                              | 51                                                              | 73                                                              | 46                                                              | 55                                                              | 63                                                              | 86                                                              | 71                                                              | uit                                                             | 78                                                              | uit                                                             | 99                                                              | uit                                                             | 99                                                              | uit                                                             |